# Пригородный поезд (рассказ)
«Пригородный поезд» (англ. The Commuter) — научно-фантастический рассказ американского писателя Филипа К. Дика, впервые опубликованный в выпуске журнала Amazing Stories за август-сентябрь 1953 года. Он был переиздан более 20 раз, включая переводы на русский, хорватский, голландский, французский, немецкий и итальянский языки.   Как и в большинстве произведений Дика, это исследование границ существования.

## Сюжет
Продавец билетов Эд Джекобсон встречает пассажира, который говорит о городе, который нельзя найти ни на одной карте. Пассажир буквально исчезает при дальнейшем расспросе об этом эфемерном городке. Основываясь на информации, которую Эд получает от пассажира, он проводит расследование и садится в поезд, один из пассажиров говорит ему, что поезд должен остановиться в городе. Джекобсон неожиданно для самого себя обнаруживает, что прибывает в несуществующий город.

## Экранизация
История была адаптирована сценаристом Джеком Торном в эпизод антологии Channel 4 «Электрические сны Филипа К. Дика». Том Харпер снял серию с Тимоти Споллом, Таппенс Мидлтон и Энн Рид в главных ролях.